# Ветциг, Роланд
Роланд Ветциг (нем. Roland Wetzig, 24 июля 1959, Ошац, Лейпциг) — восточно-германский бобслеист, разгоняющий, выступавший за сборную ГДР в 1980-е годы. Участник двух зимних Олимпийских игр, бронзовый призёр Лейк-Плэсида, чемпион Сараево, чемпион Европы.

## Биография
Роланд Ветциг родился 24 июля 1959 года в городе Ошац, округ Лейпциг. С юных лет увлёкся спортом, пошёл в лёгкую атлетику, в частности, активно занимался метанием диска, имея личный рекорд 54,04 м. Вскоре понял, что не сможет добиться в этом виде спорта больших достижений, поэтому в 1980 году решил попробовать себя в бобслее, позже стал полноправным членом сборной ГДР, присоединившись в качестве разгоняющего к команде пилота Хорста Шёнау. Благодаря череде удачных выступлений вместе они поехали защищать честь страны на Олимпийские игры в Лейк-Плэсид, где заняли третье место зачёта четвёрок.
Дальнейшая карьера Ветцига связана с четырёхместным экипажем пилота Бернхарда Лемана, в 1982 году они заняли третье место на чемпионате Европы и взяли серебро мирового первенства. В 1983 году спортсмен перешёл в команду Вольфганга Хоппе, их экипаж, куда также вошли разгоняющие Дитмар Шауэрхаммер и Андреас Кирхнер, в 1984 году отправился на Олимпийские игры в Сараево и завоевал золотые медали.
Впоследствии у Роланда Ветцига наступил спад, длившийся в течение нескольких лет, однако в 1987 году он вновь заявил о себе, став серебряным призёром чемпионата мира в швейцарском Санкт-Морице и чемпионом Европы — обе медали в составе четвёрки Вольфганга Хоппе. После объединения Германии в 1990 году две сильные немецкие сборные превратились в одну, и там уже не было места для возрастного Ветцига, поэтому вскоре он принял решение завершить карьеру профессионального спортсмена.